# Sutla
Sutla (slovenski: Sotla) granična je rijeka između Hrvatske i Slovenije.
Tijekom Drugoga svjetskog rata Sutla je bila državna i okupacijska granica između nacističke Njemačke i Nezavisne Države Hrvatske. Predstavljala je najjužniju granicu Trećeg Reicha s izrazitom zaštitničkom ulogom.

## Opis
Ukupna dužina joj je oko 91 km, od toga u Hrvatskoj 89 km. Izvor rijeke Sutle je u Sloveniji. Ulijeva se u rijeku Savu te pripada crnomorskom slijevu rijeka.
Na području općine Zagorska Sela i slovenske općine Podčetrtek od 2005. godine osnovana je turistička zona Sutla – dolina izvora zdravlja, a dvije općine povezuje pogranični most Miljana na Sutli.
- Sutlanska Jezera